# Mylène Dinh-Robic
Mylène Dinh-Robic est une actrice québécoise, née le 17 avril 1979 à Montréal.

## Biographie
Francophone bilingue d’origine vietnamienne et québécoise, Mylène Dinh-Robic est née et a grandi à Montréal, au Québec. Sa première expérience sur scène se produit à l’école secondaire dans une mise en scène de la pièce Pygmalion de G. B. Shaw. Elle entame par la suite une formation en atelier à Montréal avec John Strasberg, et poursuit ses études à Vancouver. En 2007, elle produit sa propre pièce, Beirut, œuvre controversée de l’écrivain américain Alan Bowne dans laquelle elle incarne Blue, au  Studio 16 à Vancouver. Elle participe en 2011 à la mise en scène par David Tompa de Point No Point de Noah Davis, qui partage alors la scène avec elle au Théâtre Tarragon à Toronto.
Dinh-Robic décroche son premier rôle au petit écran en 2003 dans un épisode de la série télévisée Coroner Da Vinci. On peut ensuite la voir jouer dans les séries The Border, Being Human et Republic of Doyle et plus récemment en français, sa langue maternelle, dans Nouvelle Adresse et Plan B. Elle incarne Rita Mah, l’un des personnages principaux de la série Le Maire Da Vinci (Da Vinci’s City Hall). Elle incarne ensuite durant trois saisons le Dr Olivia Fawcett, l'un des personnages principaux de la série  The Listener (Les Pouvoirs de Toby) sur les ondes de CTV Television Network et Fox International Channels. Elle joue aussi durant 4 saisons la policière Béatrice 'Bear' Hamelin à Montréal sur 19-2, l'adaptation anglophone à succès de la série québécoise, pour le réseau Bravo!. Enfin, elle joue également Dr Vera Rosenbaum dans Les Bracelets Rouges, et Sandra Morrow dans le drame policier Three Pines de Amazon Prime face à Alfred Molina.
C'est en 2006 que Dinh-Robic joue dans son premier long-métrage, Mount Pleasant, un film du réalisateur Ross Weber. On la voit ensuite jouer avec Ashley Judd dans le film Helen réalisé par Sandra Nettelbeck. Elle incarne le rôle de Kim aux côtés de Maxim Gaudette, Laurent Lucas et Benoît Gouin dans Lac Mystère d'Érik Canuel, et plus récemment Denise dans Fatherhood.
Côté jeux vidéo, l'actrice incarne Liza Snow, l'un des personnages de Far Cry 3 des studios Ubisoft, ce qui nécessite aussi bien de la capture de mouvement que des sessions d'enregistrement de voix. Par la suite, elle joue Delara Auzenne dans Deus Ex de Eidos Montreal, Rose Washington dans Watch Dogs, et Meredith Quill dans Les Gardiens de la Galaxie.
Mylène Dinh-Robic détient un diplôme en communication, et est diplômée de l'Université Concordia.

## Filmographie

### Cinéma
- 2006 : Mount Pleasant de Ross Weber : Louise
- 2006 : L'Oiseau mort de Spencer Maybee (court métrage) : Mme Faure
- 2009 : Helen de Sandra Nettelbeck : infirmière en psychiatrie
- 2013 : Lac Mystère d'Érik Canuel : Kim
- 2018 : Les Fleurs du Secret (Duplicité ; Sleeper) de Philippe Gagnon : Connie
- 2021 : Chaos Walking de Doug Liman : Julie
- 2021 : Le Loup et le Lion de Gilles de Maistre : la directrice de l'Académie de musique
- 2021 : Fatherhood de Paul Weitz : Denise
- 2021 : Sam de Yan England : Directrice

### Télévision
- 2003 : Coroner Da Vinci de Richard Martin : Odette (saison 6, épisode 5 : Un mauvais cigare à bon prix)
- 2005 : Les 4400 de Vincent Misiano : Kimmy (saison 2, épisode 4 : Génération perdue)
- 2005-2006 : Da Vinci's City Hall (en) : Rita Mah (l'ensemble des épisodes)
- 2006 : Killer Instinct de Tim Matheson : Molly (saison 1, épisode 13 : Compte à rebours)
- 2006 : Battlestar Galactica de Sergio Mimica-Gezzan : un officier (saison 3, épisode 2 : La Grande Rafle)
- 2007 : Smallville de James Marshall (en) : la jeune Québécoise (saison 6, épisode 22 : Révélation)
- 2008 : Stargate Atlantis de Martin Wood : Anika (saison 4, épisode 19 : Hybrides (2/2))
- 2008 : The Quality of Life de John Fawcett : Rita Mah (téléfilm)
- 2009 : The Border de Gavin Smith : Sergent-détective Claudette Mackenzie (saison 3, épisode 9 : Le Bouddha volé)
- 2009-2012 : The Listener : Dr Olivia Fawcett (31 épisodes)
- 2010 : Toute la vérité de Lyne Charlebois : Catherine-Anne (1 épisode)
- 2012 : La galère de Sophie Lorain : la nounou (épisode 33 : 5.5)
- 2012 : Republic of Doyle de John Vatcher, Allan Hawco : Olive Maher (saison 3, épisode 5 : Dead Man Talking)
- 2012 : Bullet in the Face (en) d'Érik Canuel : la professeur (saison 1, épisode 3 : Drug of Choice)
- 2013 : Still Life: A Three Pines Mystery de Peter Moss : Dr Shannon Harris (téléfilm)
- 2014 : Série noire de François Létourneau et Jean-François Rivard : Evelyne (1 épisode)
- 2014 : Nouvelle Adresse de Sophie Lorain : Suki Bernier (Saison 1, 3 épisodes)
- 2014 : Les Jeunes loups de Réjean Tremblay : Me Nguyen (Saison 1, 3 épisodes)
- 2014 : Being Human de Paolo Barzman et Jeff Renfroe : Caroline (Saison 4, 4 épisodes)
- 2014-2017 : 19-2 de Podz, Louis Choquette et Érik Canuel : Béatrice (38 épisodes)
- 2018 : The Detectives de John L'Ecuyer : Nancy Allen (1 épisode)
- 2018 : Plan B de Jean-François Asselin : Nancy Allen (1 épisode)
- 2019 : The Bold Type de Anna Mastro : Christina Rose (1 épisode)
- 2019 : Jérémie de Yan England : Marina (1 épisode)
- 2020 : Piégés de Yannick Savard : Lucie Lalerte (1 épisode)
- 2020 : Toute La Vie de Jean-Philippe Duval : Murielle Casavant (Saison 2, 2 épisodes)
- 2021 : Une Autre Histoire de Adam Kosh : Sgt Tran-Lapointe (Saison 4, 2 épisodes)
- 2021 : Transplant de Alain Deschaînes : Liz (Saison 1, 2 épisodes)
- 2022 : Three Pines de Podz : Sandra Morrow (Saison 1, 2 épisodes)
- 2022-2023 : Les Bracelets Rouges de Yan England : Dr Vera Rosenbaum (Saison 1 et 2, 10 épisodes)

### Jeu vidéo
- 2012 : Far Cry 3 d'Ubisoft Montréal (Voix, Capture de mouvement): Liza Snow
- 2013 : Batman: Arkham Origins d'Warner Bros. Games Montréal (Voix): Gérante Bancaire
- 2013 : Assassin's Creed IV: Black Flag d'Ubisoft Montréal (Voix, Capture de mouvement): Rhona Dinsmore
- 2013 : Assassin's Creed III: The Tyranny of King Washington d'Ubisoft Montréal (Voix, Capture de mouvement): Oia:ner
- 2014 : Watch Dogs d'Ubisoft Montréal (Voix, Capture de mouvement): Rose Washington
- 2014 : Far Cry 4 d'Ubisoft Montréal (Voix, Capture de mouvement): Noore
- 2016 : Deus Ex: Mankind Divided d'Eidos Montreal (Voix): Delara Auzenne
- 2017 : Deus Ex: Mankind Divided - A Criminal Past d'Eidos Montreal (Voix): Delara Auzenne
- 2021 : Outriders: Worldslayer de People Can Fly (Voix): MC Female
- 2022 : Marvel's Guardians of the Galaxy de Eidos Montreal (Voix, Capture de Mouvement): Meredith Quill